# Teofilactos
Os Teofilactos (ou Túsculo do título de Condes de Túsculo) são uma família romana senatorial que exerceram um domínio sobre o papado nos séculos X e XI.

## História
Teofilato I, o fundador da dinastia, foi um senador, duque, cônsul e comandante das tropas militares de Roma (mestre dos soldados), controlava o papado com os seus aliados, e Alberico II de Espoleto, a quem deu a mão de sua filha Marózia. O casal herdou o mesmo controle. Marózia casou-se mais tarde com Guido da Toscânia, e com um meio-irmão Hugo de Arles ou de Provença, o rei da Itália. São, finalmente, expulsos de Roma por Alberico, filho de seu primeiro casamento. Este segundo Alberico casou com a filha de Hugo de Arles para confortar sua posição.
Os nobres de Toscana e de Espoleto não cessavam de cobiçar a cátedra de São Pedro. Por isto, em 904, obtiveram a eleição do Papa Sérgio III (+911), que lhes era aparentado. Assim, os membros de uma família romana: os Teofilactos, passaram a exercer influxo extraordinário na vida dos Papas; Teofilato I, sua esposa Teodora, a Maior, e suas duas filhas Marózia e Teodora, a Jovem, principalmente estas três mulheres, muito ambiciosas e imodestas, exerceram, durante dezenas de anos, ação predominante sobre o Papado (período conhecido como "pornocracia").
Após Sérgio III, governou João X (914-28), que a “senadora” Teodora (a mãe de Marózia) conseguiu elevar ao Papado. Tendo procurado reagir contra a demasiada ingerência dos nobres da Igreja, foi encarcerado por ordem de Marózia e, dentro de poucos meses, morreu sufocado na prisão. Marózia escolhe, então, Leão VI como novo papa (enquanto o papa ainda estava vivo e sendo torturado na prisão). Leão VI dura exatos sete meses no papado, sendo assassinado por aliados de João X. Estêvão VIII é colocado no lugar de Leão VI e governou sob o controle de Marózia durante dois anos e dois meses, quando foi assassinado.
Em 931, Marózia fez subir à cátedra de Pedro o seu próprio filho, com o nome de João XI (931-5). Segundo Liuprando de Cremona, era filho de Marózia e Sérgio III. Em 932, Alberico II, um filho de Marózia, irritado pela política ambiciosa de sua mãe, excitou contra ela a nobreza romana, encarcerou Marózia e pô-la sob vigilância do Papa João XI (filho de Marózia e irmão de Alberico II por parte de mãe); passou então a reger o Estado Pontifício até 954 (por 22 anos), ficando o Papa apenas com o regime espiritual. Alberico II criou cinco Papas: Leão VII (936-9), Estêvão VIII (939-42), Marino II (942-6), Agapito II (946-55). No seu leito de morte, em 954, Alberico fez os nobres romanos prometerem que, após a morte de Agapito II, elevariam ao Pontificado seu filho Otaviano. A promessa foi cumprida: Otaviano assumiu o cargo com o nome papal de João XII (terceiro Papa a mudar de nome), que governou de 955 a 964. Tinha 17 anos de idade ao assumir; era de personalidade incapaz, que encarava a sua nova posição como a de um príncipe mundano (acumulava em suas mãos o governo espiritual e a administração temporal da Igreja).

## Genealogia
Teofilato I, conde de Túsculo († 927)
+ Teodora I
Marózia
+1 Sérgio III, papa de 904 a 911
João XI, papa de 931 à 936
+2 Duque Alberico I de Espoleto
Duque Alberico II de Espoleto (?-?)
+ Alda
Otaviano, papa sob o nome de João XII de 955 a 964
Deodato
Papa Bento VII, papa de 974 a 983
+3 Guido da Toscânia
+4 Hugo de Arles
Teodora II
+ João
Papa João XIII, papa de 965 a 972
Teodora III
+ João de Nápoles
Marózia II
+ Teofilato II
Gregório de Túsculo
Teofilato, papa sob o nome de Papa Bento VIII de 1012 a 1024
Romano, papa sob o nome de Papa João XIX de 1024 a 1033
Alberico III
Teofilato, papa sob o nome de Bento IX
Guido
Papa Bento X, Papa de 1058 a 1060
Berta
Hildebrando, papa sob o nome de Gregório VII de 1073 a 1085
Estefânia
+ Bento I
Bento II de Sabine
+ Teodora